# Anna von Bayern

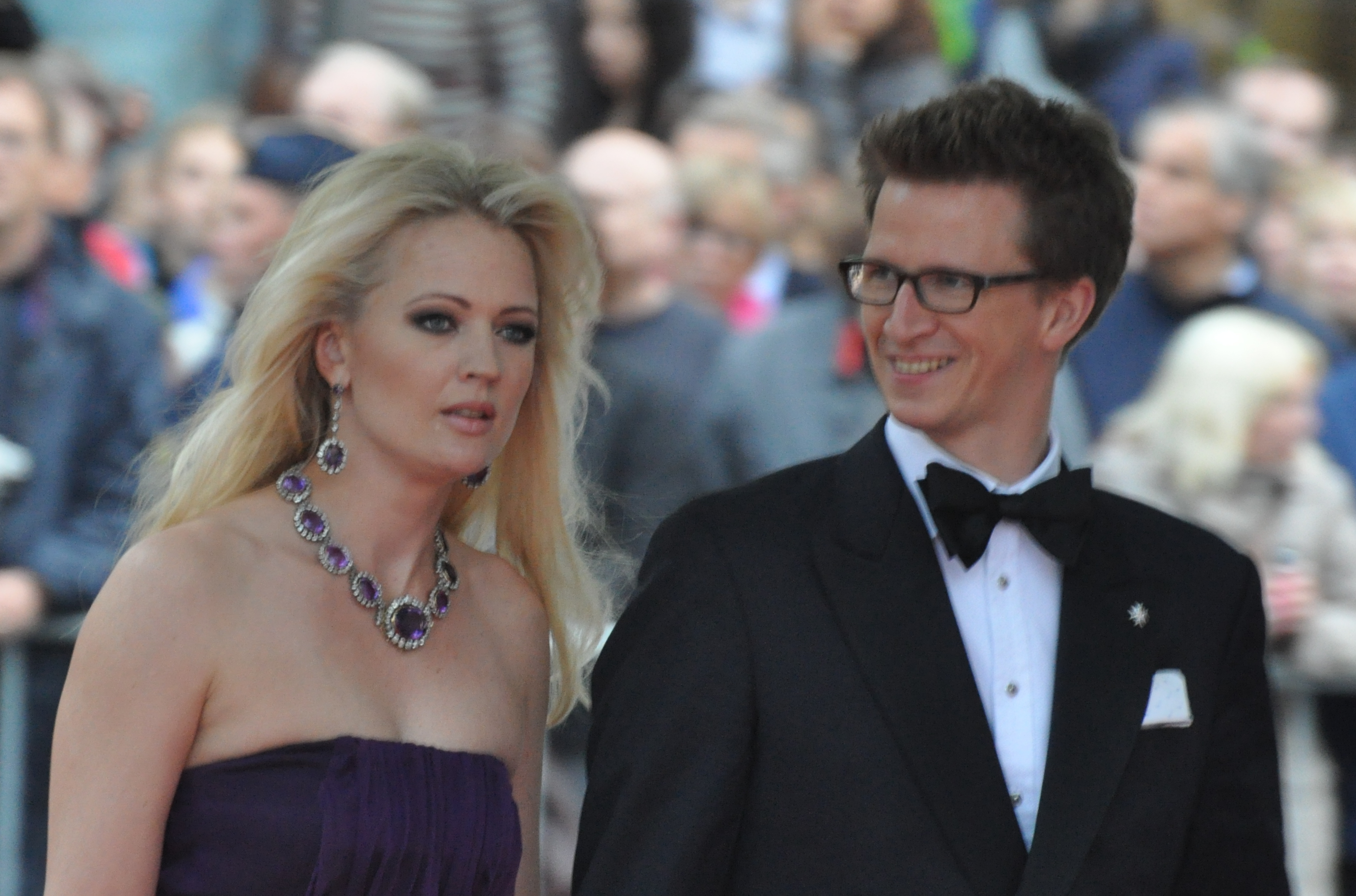
Princezna Anna a její manžel na svatbě Viktorie Švédské a Daniela Westlinga

Princezna Anna Bavorská (německy: Anna-Natascha Prinzessin von Bayern; rozená princezna Anna-Natascha zu Sayn-Wittgenstein-Berleburg; * 15. března 1978, Mnichov), profesionálně známá jako Anna von Bayern, je německá novinářka a spisovatelka, která od roku 2020 působí jako výkonná ředitelka pro podnikové záležitosti ve společnosti Coty Inc. Od narození je členkou rodu Saynsko-Wittgensteinsko-Berleburských a v roce 2005 se díky sňatku s princem Manuelem Bavorským stala členkou rodu Wittelsbachů.

## Mládí a vzdělání
Narodila se v Mnichově v roce 1978 jako princezna Anna zu Sayn-Wittgenstein-Berleburg. Je dcerou knížete Ludvíka Ferdinanda ze Sayn-Wittgenstein-Berleburgu a hraběnky Ivony Wachtmeister af Johannishus. Má tři sourozence, včetně herce prince Augusta Fredrika zu Sayn-Wittgenstein-Berleburgu a princezny Theodory zu Sayn-Wittgenstein-Berlebrug.
Její prarodiče z otcovy strany byli kníže Ludwig Ferdinand ze Sayn-Wittgenstein-Berleburgu a kněžna Friederike Juliane ze Salm-Horstmaru. Je pravnučkou Richarda, 4. knížete ze Sayn-Wittgenstein-Berleburgu a kněžny Madeleine z Löwenstein-Wertheim-Freudenbergu.
Vystudovala historii a politiku na Stanfordově univerzitě a získala magisterský titul v oboru kreativní psaní na Východoanglické univerzitě.

## Kariéra
Von Bayern začala svou kariéru ve společnosti Publicis v Paříži. Navštěvovala žurnalistickou školu na Axel Springer Academy v Berlíně. Byla členkou Federální tiskové konference. Pracovala jako politická korespondentka pro Bild am Sonntag, předtím psala pro Die Welt.
V roce 2010 napsala biografii Karla-Theodora zu Guttenberga. V březnu 2014 vydala svou druhou knihu s názvem Nyní ještě více! o politikovi Wolfgangu Bosbachovi, který v té době trpěl rakovinou.

## Další aktivity
- Německo-švédská asociace (DSV), patronka (od roku 2018)[7]
- Berggruenovo muzeum, členka Mezinárodní rady[8]

## Manželství
Dne 6. srpna 2005 se provdala za prince Manuela Bavorského, staršího syna prince Leopolda Bavorského a Ursuly Möhlenkampové. Svatba se konala ve Stigtomtě a Bärbo, malých vesnicích poblíž Nyköpingu ve Švédsku. Zúčastnilo se jí více než 300 hostů, včetně krále Karla XVI. Gustava Švédského, královny Silvie Švédské a jejich dcer, princezen Viktorie a Madeleine.
Pár má spolu čtyři děti:
- Princ Leopold Maria Bengt Karel Manuel Bavorský (* 13. června 2007)
- Princezna Alba Manuel Maria Petra Ivona Bavorská (* 5. ledna 2010)
- Princ Gabriel Maria Abrahám Ludvík Teodor Bavorský (* 11. listopadu 2014)[3]
- Prince Joseph Carlos Maria Paul Melchior Bavorský (* 18. července 2019)

## Vyznamenání
- Držitelka pamětní medaile k 70. narozeninám krále Karla XVI. Gustava (Švédské království, 30. dubna 2016)